# Giv'at Charsina
Giv'at Charsina (hebrejsky גבעת חרסינה arabsky: جفعات هرسينا, v oficiálním přepisu do angličtiny Givat Harsina) je izraelská osada na Západním břehu Jordánu v distriktu Judea a Samaří.

## Geografie
Leží v jižní Judeji východně od města Hebron, poblíž židovské části města (Hebron H2) cca 30 kilometrů jihozápadně od historického jádra Jeruzaléma, cca 21 kilometrů jihozápadně od města Betlém a cca 68 kilometrů od Tel Avivu) v nadmořské výšce 945 metrů.